# Stazione di Maynooth
La Maynooth railway station è una stazione ferroviaria della Dublin Area Rapid Transit collocata a Maynooth nella parte settentrionale della contea di Kildare. Si trova sulla sponda meridionale del Royal Canal, di fronte al Duke's Harbour. Si può accedere alla stazione da Ovest, tramite un ponte pedonale che porta alla Main Street di Maynooth, o da Est tramite ponti aperti al traffico, collegati a strade che conducono sia all'area settentrionale della città, che a quella meridionale. Se la prima rappresenta il centro storico, la seconda è invece la parte cittadina di più recente datazione.
Il ponte che consente di spostarsi da una piazzola all'altra e di scavalcare i due binari, era un tempo collocato presso la stazione di Lansdowne Road.